# Joan Lind
Joan Louise Lind (nach Heirat Van Blom; * 26. September 1952 in Long Beach, Kalifornien; † 28. August 2015) war eine US-amerikanische Ruderin. Sie gewann 1976 die olympische Silbermedaille im Einer und 1984 die olympische Silbermedaille im Doppelvierer.

## Sportliche Karriere
Die 1,75 m große Lind begann 1971, in ihrem ersten Jahr an der California State University, Long Beach, mit dem Rudersport. 1973 belegte sie im Einer den sechsten Platz bei den auch für Nichteuropäerinnen offenen Europameisterschaften. Bei den Weltmeisterschaften 1975 ruderte sie auf den fünften Platz.
Lind vertrat die Vereinigten Staaten auch bei den Olympischen Spielen 1976 in Montreal, wo zum ersten Mal olympische Ruderwettbewerbe für Frauen auf dem Programm standen. Lind belegte in Montreal im zweiten Vorlauf den zweiten Platz hinter Christine Scheiblich aus der DDR und qualifizierte sich über den Hoffnungslauf für das Finale. Dort siegte Scheiblich mit 65 Hundertstelsekunden Vorsprung, Joan Lind erhielt die Silbermedaille.
Bei den Weltmeisterschaften 1977, 1978 und 1979 belegte Joan Lind jeweils den fünften Platz im Einer. Nach dem Olympiaboykott 1980 beendete sie ihre sportliche Laufbahn.
Für die Olympischen Spiele 1984 in Los Angeles kehrte die Kalifornierin noch einmal zurück. Der US-Doppelvierer mit Anne Marden, Lisa Rohde, Joan Lind, Virginia Gilder und Steuerfrau Kelly Rickon gewann den zweiten Vorlauf und erhielt im Finale hinter den Rumäninnen und knapp vor dem dänischen Boot die Silbermedaille.
Joan Lind war mit dem dreimaligen Olympiateilnehmer John Van Blom verheiratet. Nach ihrem Hochschulabschluss war sie als Lehrerin und Trainerin tätig.